# Mahira Khan
Mahira Hafeez Khan (Karachi, 21 december 1984), is een Pakistaans actrice. Khan werd geboren in Karachi en begon in 2006 haar carrière als host van "MTV's Most Wanted". Ze maakte haar filmdebuut in de romance Bol (2011) met Atif Aslam, wat haar een Lux Style Award voor Beste Actrice-nominatie opleverde. Ze had ook de hoofdrol in Humsafar (2011), wat haar ook verschillende prijzen en onderscheidingen opleverde.

## Filmografie

### Films
| Jaar | Productie                | Rol           | Regisseur                |
| ---- | ------------------------ | ------------- | ------------------------ |
| 2011 | Bol                      | Ayesha Khan   | Shoaib Mansoor           |
| 2015 | Bin Roye                 | Saba Shafiq   | Shahzad Kashmiri         |
| 2015 | Manto                    | Madaran       | Sarmad Khoosat           |
| 2016 | Ho Mann Jahaan           | Manizeh       | Asim Raza                |
| 2016 | Actor in Law             | Ella misma    | Nabeel Qureshi           |
| 2017 | Raees                    | Aasiya        | Rahul Dholakia           |
| 2017 | Verna                    | Sara          | Shoaib Mansoor           |
| 2018 | 7 Din Mohabbat In        | Neeli         | Meenu Gaur & Farjad Nabi |
| 2019 | Parey Hut Love           | Zeena         | Asim Raza                |
| 2019 | Superstar                | Noor          | Mohammed Ehteshamuddin   |
| 2020 | The Legend of Maula Jatt | Makhoo Jattni | Bilal Lashari            |

### Televisie
| Jaar | Productie                    | Rol               |
| ---- | ---------------------------- | ----------------- |
| 2006 | MTV's Most Wanted            | Presentatrice     |
| 2008 | Weekends with Mahira         | Presentatrice     |
| 2011 | 10th Lux Style Awards        | Presentatrice     |
| 2011 | Neeyat                       | Aalia             |
| 2011 | Humsafar                     | Khirad Ehsan      |
| 2012 | Shehr-e-Zaat                 | Falak             |
| 2012 | Coke Kahani                  | Ella misma        |
| 2013 | 1st Hum Awards               | Presentatrice     |
| 2014 | TUC The Lighter Side of Life | Presentatrice     |
| 2014 | Sadqay Tumhare               | Rukhsana "Shanno" |
| 2015 | 14th Lux Style Awards        | Presentatrice     |
| 2016 | Bin Roye                     | Saba Shafiq       |
| 2017 | Manto                        | Madari            |
| 2021 | Hum Kahan Kay Sachay Thay    | Mehreen           |